# Fédération polonaise des échecs
La Fédération polonaise des échecs (PZSzach) est l'organisation chargée d'organiser les compétitions d'échecs en Pologne. Elle a été créée le 11 avril 1926 à Varsovie .

## Fonctionnement
Les statuts initiaux de la fédération décrivait ses objectifs fondamentaux, parmi lesquels la vulgarisation du jeu d'échecs et l'organisation générale du jeu d'échecs en Pologne, la représentation à l'extérieur du pays, la coordination des activités des clubs et des associations régionales ainsi que l'organisation des tournois individuels et des  championnats par équipe, par catégorie d'âge.
L'Assemblée générale des délégués est l'organe décisionnel suprême. Les activités quotidiennes sont, elles, gérées par un conseil d'administration composé de 10 à 15 membres élus pour un mandat de quatre ans.
Son premier président était Józef Żabiński, élu en 1926.

## Histoire de la fédération
L'histoire de la fédération polonaise des échecs est mouvementée après sa création en 1926. Elle a tout d'abord très vite été invitée à rejoindre la Fédération internationale des échecs (FIDE), dès 1927. Mais la situation internationale qui se détériore à la fin des années 1930 va empêcher son activité. Elle est dissoute pendant l'invasion de la Pologne lors de la  Seconde Guerre mondiale. Une fois celle-ci terminée, et la Pologne recréée, la fédération polonaise des échecs est restaurée le 30 avril 1946. Elle est de nouveau inactive entre 1950 et 1957. Depuis cette date, elle fonctionne de façon ininterrompue.

## Les références
- (en) Cet article est partiellement ou en totalité issu de l’article de Wikipédia en anglais intitulé « Polish Chess Federation » (voir la liste des auteurs).

1. ↑  « A Guide To World Chess Associations - The Polish Chess Federation », www.chessinvasion.com (consulté le 20 avril 2019)